# RBT모터스
RBT모터스는 대한민국의 자동차 기업이다.